# 小行星22924
小行星22924（22924 Deshpande）是一颗绕太阳运转的小行星，为主小行星带小行星。该小行星于1999年10月发现。

## 轨道参数
小行星22924的轨道半长轴为414 533 297 km，2.7709445 UA，离心率为0.177。